# Лабаново (Леринско)
 Тази статия е за бившето село в Леринско.  За селото в Населица вижте Симандро.  
Лабаново (на гръцки: Λαμπάνοβο) е бивше село в Република Гърция, на територията на дем Лерин, област Западна Македония.

## География
Селото е било разположено в северен Вич, североизточно от Негован (Фламбуро) и югозападно от Баница (Веви). На мястото му има църква „Свети Атанасий“.

## История
Във втората половина на XV век Лабаница е дервентджийско и попада в Леринска нахия.